# Justo Takayama

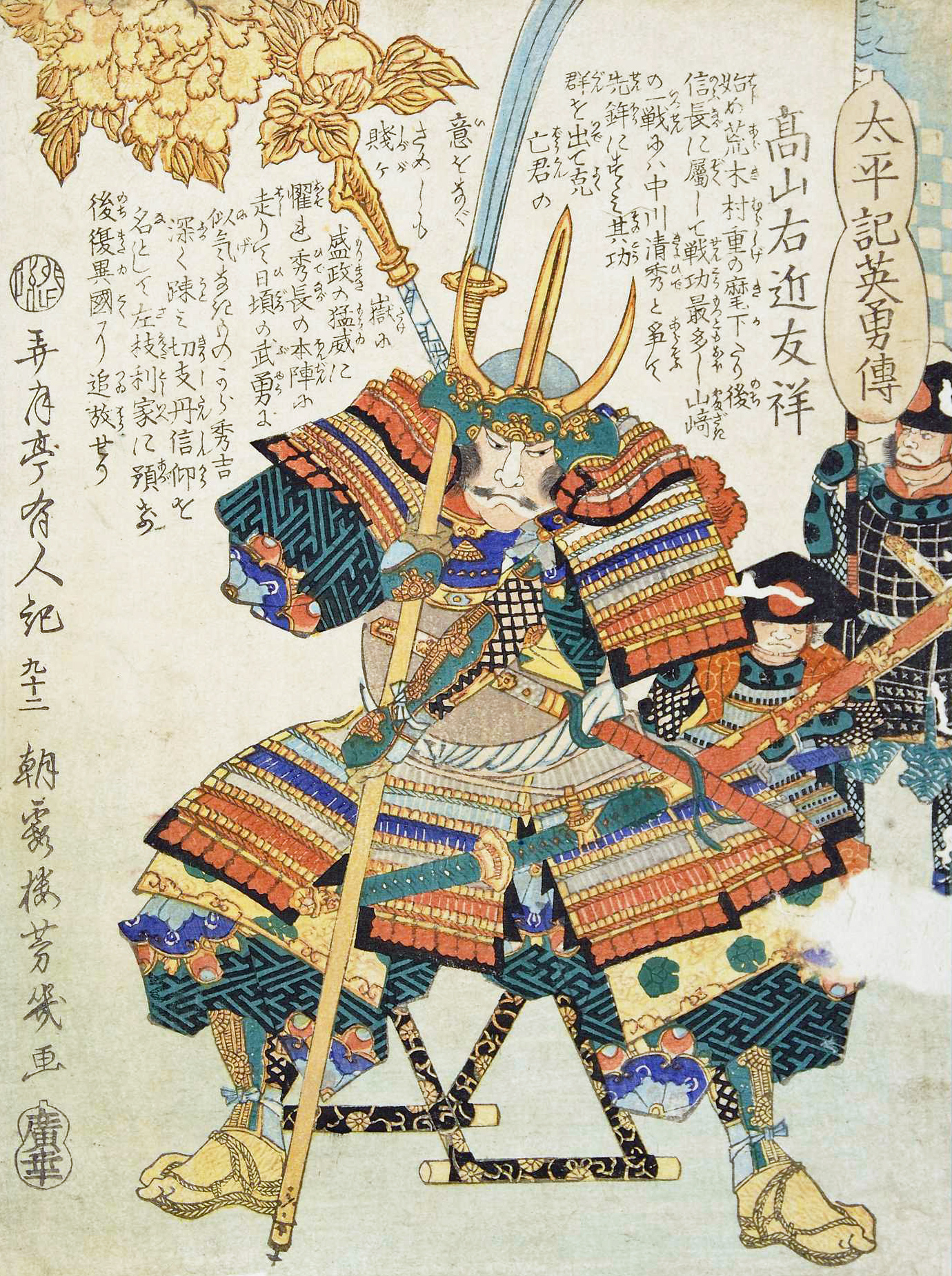
Takayama Ukon

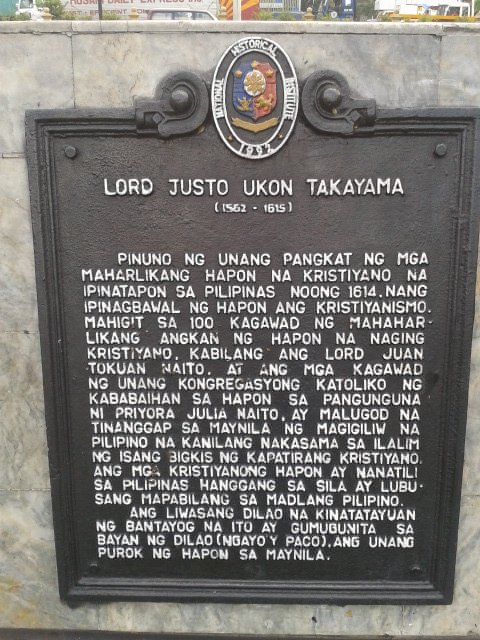
Gedenktafel in Manila

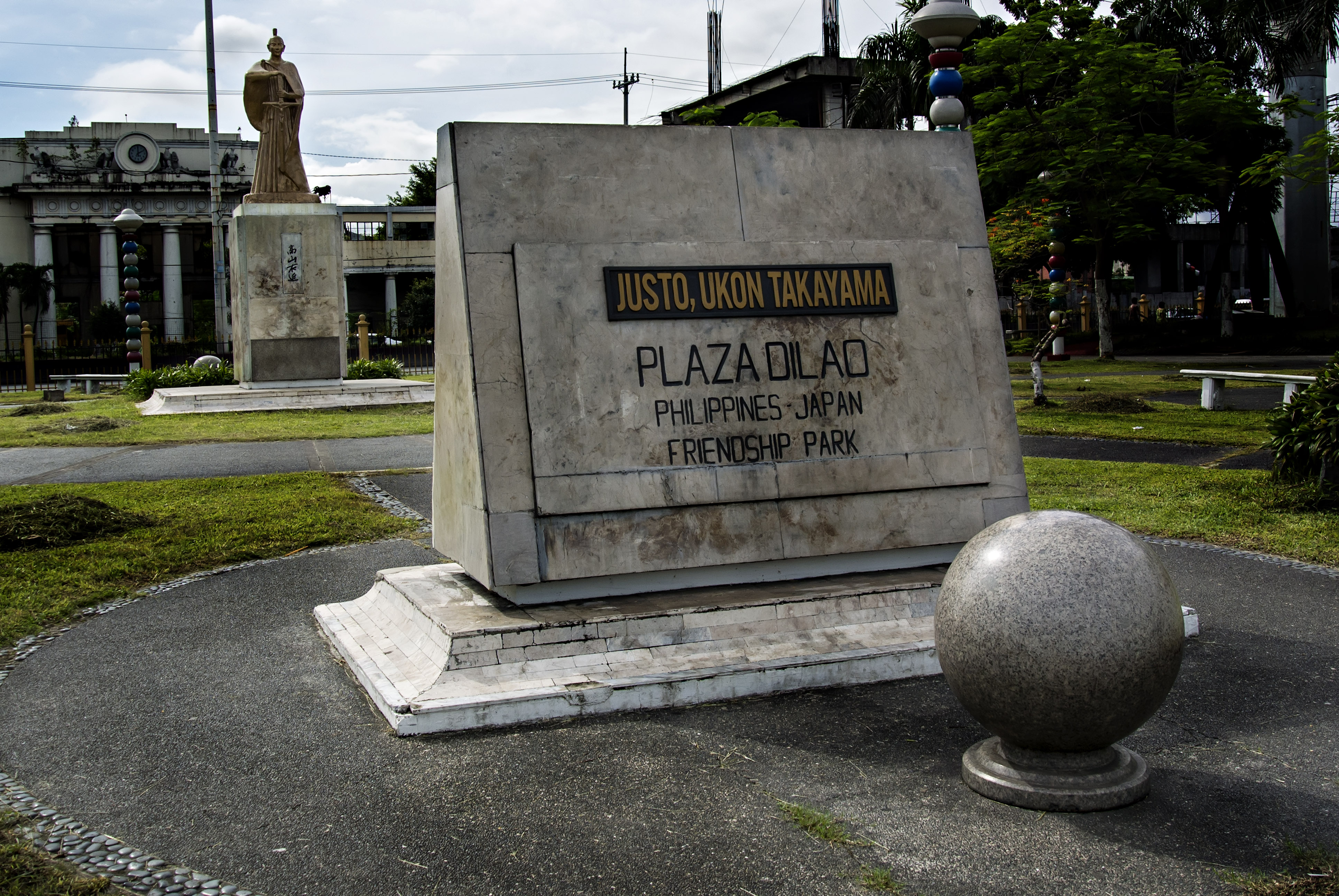
Ukon auf der Plaza Dilao, Manila

Dom Justo Takayama (japanisch 高山 右近 ジュスト Takayama Ukon Jusuto; * 1552; † 4. Februar 1615) war ein japanischer Feldherr der Azuchi- und Momoyama-Zeit. Er ist als entschiedener Christ in die Geschichte eingegangen und ein Seliger der römisch-katholischen Kirche. 

## Leben und Wirken
Ukon war der Sohn von Takayama Tomoteru, Herr der Burg Sawa in der Provinz Yamato. Sein Kindername war Hikogorō (彦五郎), als Erwachsener hieß er Tomonaga (友祥), Nagafusa (長房), nannte sich schließlich Ukon no jō (右近允). Sein Vater wollte zunächst das Christentum bekämpfen, schloss sich ihm dann aber an und wurde zusammen mit Ukon 1564 getauft, er auf den Namen Darie, sein Sohn auf den Namen Justo.
Als 1571 der Herr auf der Burg Takatsuki in Settsu, Wada Koremasa (和田惟正; * 1530), in der Schlacht von Shiraikawahara von Araki Murashige (荒木村重; 1535–1586) besiegt sein Leben verlor, erhielten die Takayama die Burg. 1573 wurde Ukon, nun unter Araki, als Burgherr von Takatsuki bestätigt. 
Nach dem Tode Oda Nobunagas 1582 unterstützte Ukon Toyotomi Hideyoshi in seinem Kampf gegen Akechi Mitsuhide und führte eine Vorhut in die Schlacht von Yamazaki. Er folgte Hideyoshi in weiteren Kämpfen und brachte es zu einem Einkommen von 60.000 Koku. Als Christ unterstützte er die Kirchen in Takatsuki, Azuchi, Kyōto, Ōsaka und an weiteren Orten. Auf seiner Domäne errichtete er ein Seminar und war wohltätig. So wurde er zu einer führenden christlich geprägten Persönlichkeit in Japan.
1585 nahm Ukon an der Zerstörung des Tempels Negoro-ji teil und 1587 an einem Feldzug gegen die Shimazu auf Kyūshū. Als aber 1587 die „Pātore“ verboten wurde, wurde auch Ukon verfolgt. Er fand Zuflucht bei Maeda Toshiie (前田利家; 1538–1599), Fürst der Kaga-Domäne.
Im Jahr 1614 erließ jedoch das Shogunat eine Anweisung, dass alle Missionare das Land zu verlassen haben, zusammen mit prominenten Japanern, die sich zum christlichen Glauben bekannten. Am 8. November 1614 bestieg eine Gruppe Verfolgter in Nagasaki ein Schiff, um zu den Philippinen zu gelangen.  Man erreichte Manila am 28. November, wo die Flüchtlinge freundlich aufgenommen wurden. 
Die spanischen Philippinen boten ihre Unterstützung zu einer Invasion Japans zum Schutz der japanischen Katholiken an. Takayama weigerte sich, an einer solchen Aktion teilzunehmen und starb nur 40 Tage später. Er wurde in der Kirche der Jesuiten beerdigt, wo sein Grab noch heute zu sehen ist.
Eine Statue von Dom Justo Takayama steht noch heute in Dilao, Manila. Ukon ist auf der Statue in Kriegerkleidung und mit zu einem Knoten gebundenen Haaren dargestellt; er trägt ein mit der Spitze nach unten gerichtetes Schwert, an dem eine Figur des gekreuzigten Christus hängt. Zu dieser Zeit bezeichneten die Spanier das Gebiet Paco als „Gelben Platz“, da dort mehr als 3000 Japaner wohnten. An das alte Viertel erinnert heute nur noch der Name dieses Platzes.

## Seligsprechung
Nachdem das Verfahren zur Seligsprechung eingeleitet und ihm der Heroische Tugendgrad zuerkannt wurde, bestätigte Papst Franziskus am  22. Januar 2016 seine Todesumstände als Tötung aus Hass auf den Glauben (Martyrium), womit die entscheidende Voraussetzung für die Seligsprechung erfüllt ist. Am 7. Februar 2017 wurde er in Osaka durch Kardinal Angelo Amato seliggesprochen.